# Haslach (Au in der Hallertau)
Haslach ist ein Gemeindeteil des Marktes Au in der Hallertau in Oberbayern. Das Kirchdorf liegt in der Hallertau, dem wichtigsten Hopfenanbaugebiet Deutschlands, und zählt 187 Einwohner.

## Geschichte
Die Kirche in Haslach wurde 1590 das erste Mal urkundlich in einem Visitationsprotokoll genannt. Die 1818 mit dem Gemeindeedikt gegründete Gemeinde Haslach umfasste das Dorf Haslach, die Weiler Leitersdorf und Kürzling sowie die Einöden Königsgütler, Holzmair und Zimmerhans. Am 1. Januar 1978 wurde die Gemeinde in den Markt Au in der Hallertau eingegliedert.

## Sehenswürdigkeiten
Das Ortsbild wird durch die Filialkirche St. Johannes d.T. bestimmt.

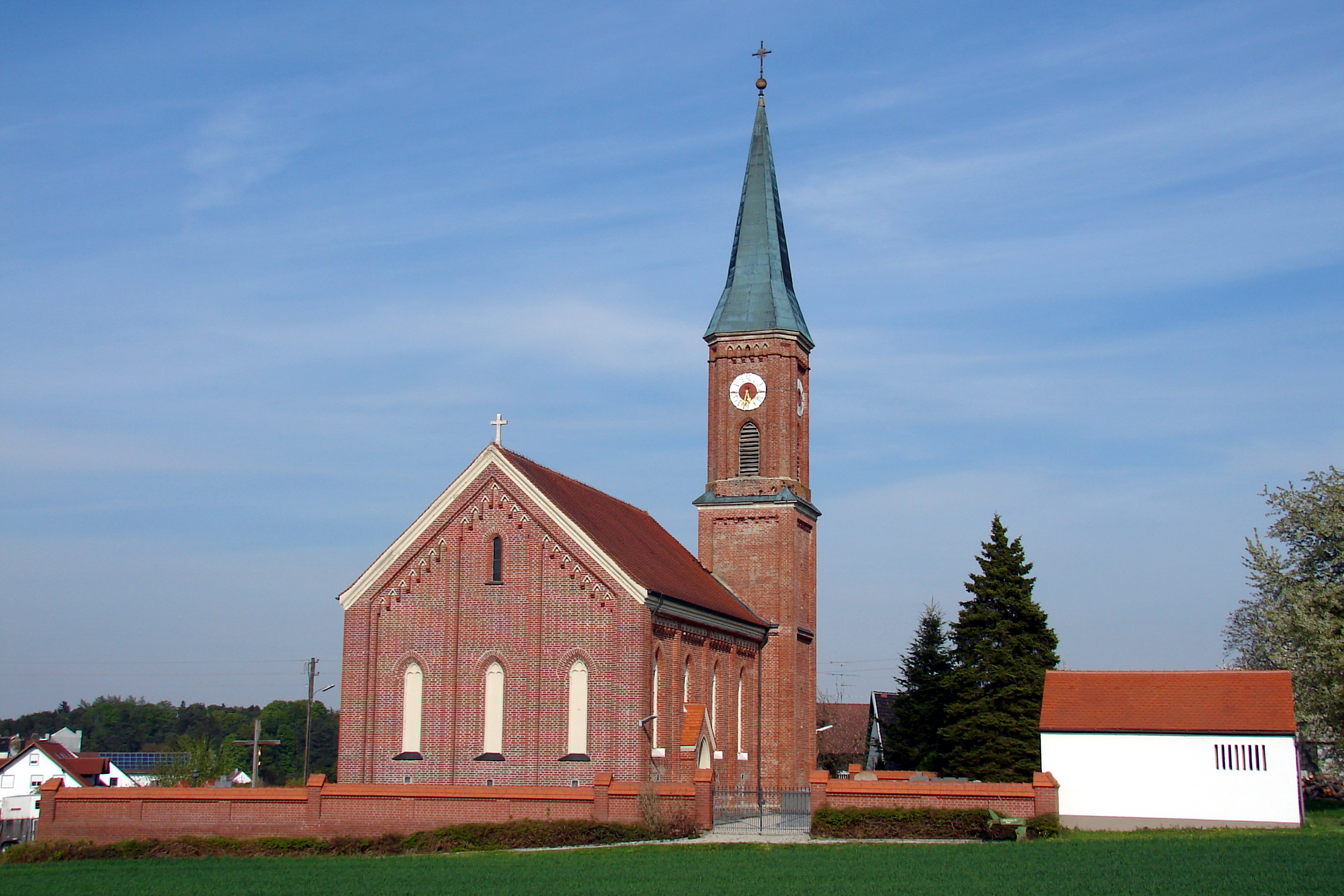
Filialkirche St. Johannes d.T.

## Wirtschaft und Infrastruktur
Der typische ländliche Charakter zeigt sich vor allem durch die zahlreichen umliegenden Hopfengärten im tertiären Hügelland.

## Persönlichkeiten

### Söhne und Töchter des Ortes
- Zenzl Mühsam, geboren als Kreszentia Elfinger (1884–1962) politische Aktivistin und Widerstandskämpferin